# South Ferriby
South Ferriby är en ort och civil parish i Storbritannien.   Den ligger i kommunen North Lincolnshire och riksdelen England, i den sydöstra delen av landet, 240 km norr om huvudstaden London. South Ferriby ligger 29 meter över havet och antalet invånare är 660.
Terrängen runt South Ferriby är platt. Havet är nära South Ferriby åt nordväst. Runt South Ferriby är det ganska tätbefolkat, med 139 invånare per kvadratkilometer. Närmaste större samhälle är Kingston upon Hull, 13,5 km nordost om South Ferriby. Trakten runt South Ferriby består till största delen av jordbruksmark.